# Sojoez 36
Sojoez 36 (ook: 11811) was een Russische bemande ruimtevlucht uit 1980. Deze vijfde Interkosmosmissie deed Saljoet 6 aan voor een verblijf van een week en bracht de eerste Hongaar in de ruimte.

## Interkosmos
In 1976 startte de Sovjet-Unie het bemande Interkosmos programma op. Naties die goede betrekkingen met het land onderhielden, bood men de kans een eigen kosmonaut af te vaardigen. De positie die de beginletter van de naam van het betreffende land innam in het Russisch alfabet, bepaalde wie wanneer aan de beurt kwam. Op deze missie mocht Hongarije een kosmonaut afvaardigen. Interkosmosvluchten duurden ongeveer een week. De buitenlanders genoten enige dagen gastvrijheid in een Russisch ruimtestation.

## Bemanning
De bemanning voor Sojoez 36 bestond uit twee personen. In tegenstelling tot de tot dan toe gangbare praktijk, was de gezagvoerder ditmaal geen militair. Sojoez 33 had eveneens een civiele commandant, maar motorproblemen resulteerden in een noodlanding. Valeri Koebasov had de leiding. Hij vloog al met Sojoez 6 en maakte tevens deel uit van de ASTP-bemanning. Op zijn derde vlucht vergezelde de Hongaarse kosmonaut-onderzoeker Bertalan Farkas hem op zijn ruimtedoop. Farkas nam het speelgoedkonijn van zijn dochtertje mee omhoog, om zichzelf er aan te herinneren "wat het belangrijkste in zijn leven was". Deze Sojoez had een gewicht van 6570 kg.

## Vluchtverloop

### Lancering en koppeling
Sojoez 36 werd gelanceerd op 26 mei 1980 met een Sojoez draagraket vanaf Tjoeratam te Bajkonoer. De capsule kwam in een baan met een apogeum van 319 km, een perigeum van 263 km en een omlooptijd van 90,1 minuten. De inclinatie bedroeg 51,6° bij een excentriciteit van 0,0042. De vlucht naar Saljoet 6 duurde een dag; op 27 mei begroetten Koebasov en Farkas hun collega's Popov en Rjoemin, na koppeling aan het achterluik.

### Banketvlucht
Tijdens het eerste "experiment" keek men wie het snelst een lekker hapje kon wegwerken. De Hongaar bracht namelijk een aangename attentie voor de stationsbemanning mee: een container met 8 kg Hongaarse lekkernijen. Deze vonden gretig aftrek. Door de zeer hoge transportkosten zijn smakelijke tussendoortjes aan boord van ruimtestations zeldzaam; Popov en Rjoemin lieten zich dit buitenkansje niet ontnemen.

### Wetenschappelijke experimenten
Er stonden 21 wetenschappelijke proeven op stapel, grotendeels in samenwerking van Hongaarse met Russische geleerden. Het "Eotvos" experiment (materiaalkunde) was vernoemd naar de Hongaarse fysicus Loránd Eötvös. Deze proef benutte de "Kristall" oven voor het maken van monokristallen van een legering van galliumarsenide met chroom. Het "Bealuca" experiment gebruikte de "Splav" oven voor het produceren van aluminium/koper legeringen.
Twee experimenten, "Refraction" en "Zarya", onderwierpen de dampkring aan een nadere blik. Verder vonden 40 sessies plaats waarbij de bemanning het aardoppervlak observeerde en fotografeerde met de MKF-6M camera en andere camera's, in het bijzonder het gastland Hongarije. Helikopters en vliegtuigen vlogen tezelfdertijd over de desbetreffende gebieden, waar ook grondteams actief waren. Meestal vloog Saljoet 6 's nachts over Hongarije, maar Farkas kon Boedapest goed zien liggen; de Donau, de Tisza en het Karpaten hooggebergte waren eveneens duidelijk herkenbaar.
Biomedisch en psychologisch onderzoek vond plaats tijdens "Capacity for Work" en "Audio". Drie andere experimenten waren gericht op het produceren van interferon in de ruimte: van belang was hoe interferon zich in menselijke cellen vormde in gewichtloze toestand.
Met "Pille" mat de bemanning aan hoeveel straling ze blootstond. Hiertoe waren zowel aan de wanden als op hun kleding miniatuur dosimeters bevestigd.

## Terugkeer
Koebasov en Farkas namen afscheid op 3 juni en keerden naar de Aarde terug in Sojoez 35. Zodoende kwam hun eigen, relatief nieuwe, vaartuig beschikbaar voor de stationsbemanning. Dit was noodzakelijk, omdat de Sojoez op langere missies onbetrouwbaar werd. De Sovjet-Unie verving de Sojoez die aan het station hing daarom regelmatig door een nieuwer exemplaar. Koebasov en Farkas voerden een behouden landing uit op 140 km zuidoostelijk van Jezqazğan. Hun vlucht duurde 7 dagen, 20 uur en 46 minuten. Het duo had 124 keer om de Aarde gecirkeld. Beide mannen hadden met Sojoez 36 hun laatste ruimtevlucht gemaakt.                       
1 ·
2 ·
3 ·
4 ·
5 ·
6 ·
7 ·
8 ·
9 ·
10 ·
11 ·
12 ·
13 ·
14 ·
15 ·
16 ·
17 ·
18A ·
18 ·
19 ·
20 ·
21 ·
22 ·
23 ·
24 ·
25 ·
26 ·
27 ·
28 ·
29 ·
30 ·
31 ·
32 ·
33 ·
34 · 
35 ·
36 ·
37 ·
38 ·
39 ·
40

T-1 ·  
T-2 ·
T-3 ·
T-4 ·
T-5 · 
T-6 ·
T-7 · 
T-8 ·
T-9 · 
T-10-1 ·
T-10 · 
T-11 ·
T-12 · 
T-13 ·
T-14 · 
T-15